# Танос. Начало
«Танос. Начало» (англ. Thanos Rising) — ограниченная серия комиксов, состоящая из 5 выпусков, которую издавала компания Marvel Comics в 2013 году в рамках Marvel NOW!. Сценарий написал Джейсон Аарон, а художником выступил Симон Бьянки. Серия фокусируется на происхождении суперзлодея Таноса.

### Выпуски
| № | Дата выхода     | Оценка на Comic Book Roundup    | Предполагаемый объём продаж (первый месяц) |
| - | --------------- | ------------------------------- | ------------------------------------------ |
| 1 | 3 апреля 2013   | 5,9 из 10 на основе 31 рецензии | 114 720, позиция в Северной Америке — 2    |
| 2 | 1 мая 2013      | 6,9 из 10 на основе 18 рецензий | 67 262, позиция в Северной Америке — 20    |
| 3 | 5 июня 2013     | 7 из 10 на основе 10 рецензий   | 58 825, позиция в Северной Америке — 27    |
| 4 | 17 июля 2013    | 7,3 из 10 на основе 8 рецензий  | 57 460, позиция в Северной Америке — 27    |
| 5 | 28 августа 2013 | 7,8 из 10 на основе 10 рецензий | 54 335, позиция в Северной Америке — 23    |

### Сборники
| Название      | Тип              | Дата выхода     | Собранный материал | Кол-во страниц | ISBN              | Предполагаемый объём продаж (первый месяц) |
| ------------- | ---------------- | --------------- | ------------------ | -------------- | ----------------- | ------------------------------------------ |
| Thanos Rising | Мягкая обложка   | 29 октября 2013 | Thanos Rising #1-5 | 120            | 978-0-7851-8400-3 | 4 446, позиция в Северной Америке — 12     |
| Thanos Rising | Твёрдый переплёт | 2 июля 2014     | Thanos Rising #1-5 | 136            | 978-0-7851-9047-9 | 1 809, позиция в Северной Америке — 62     |

## Отзывы
На сайте Comic Book Roundup серия комиксов имеет оценку 7 из 10 на основе 77 рецензий. Джесс Шедин из IGN в основном давал выпускам средние оценки. Джим Джонсон из Comic Book Resources похвалил художника Симона Бьянки, рецензируя 4 выпуск. Он написал: «Сочетание тонких линий с чередованием деталей на одних панелях и простых контуров на других придаёт выпуску уникальное выражение». Его коллега Дуг Завиша обозревал последний выпуск серии. Он подытожил: «Мини-серия из пяти частей, рассказывающая читателям, что „Танос — одинокий ублюдок“, кажется немного суровой и немного близкой к неудачной модели, реализованной в приквелах „Звёздных войн“».